# Isognathus wolcotti
Isognathus wolcotti är en fjärilsart som beskrevs av Clark 1922. Isognathus wolcotti ingår i släktet Isognathus och familjen svärmare. Inga underarter finns listade i Catalogue of Life.